# Victor (musikalbum)
Victor är ett soloalbum av Rushguitarristen Alex Lifeson som släpptes den 9 januari 1996 på Atlantic Records. Albumet spelades in på Lerxst Sound mellan oktober 1994 och juli 1995.
Albumet nådde upp till plats 99 på Billboard 200-listan år 1996.

## Låtlista
1. "Don't Care" (Alex Lifeson) - 4:04
2. "Promise" (Alex Lifeson/Bill Bell) - 5:44
3. "Start Today" (Alex Lifeson) - 3:48
4. "Mr. X" (Alex Lifeson) - 2:21
5. "At the End" (Alex Lifeson/Adrian Zivojinovich) - 6:07
6. "Sending a Warning" (Alex Lifeson/Bill Bell) - 4:11
7. "Shut Up Shuttin' Up" (Charlene & Esther/Alex Lifeson-Bill Bell) - 4:02
8. "Strip and Go Naked" (Alex Lifeson/Bill Bell) - 3:57
9. "The Big Dance" (Alex Lifeson/Adrian Zivojinovich) - 4:14
10. "Victor" (W.H. Auden/Alex Lifeson) - 6:25
11. "I Am the Spirit" (Alex Lifeson/Bill Bell) - 5:31

## Musiker
- Alex Lifeson - sång, bas, gitarr, keyboards, mandolin
- Les Claypool - bas på spår 9
- Bill Bell - gitarr
- Dalbello - sång på spår 3
- Edwin - sång på de flesta låtarna
- Blake Manning - trummor
- Peter Cardinali - bas
- Colleen Allen - horn
- Adrian Zivojinovich - programmering